# ۱۸ (پیش از میلاد)
۱۸ (پیش از میلاد) ۱۸مین سال قبل از تقویم میلادی است.